# Karl-Gerät
Karl-Gerät bylo samohybné dělo (moždíř) používané německou armádou za druhé světové války.

## Historie
Vývoj houfnice určené jako zbraň k dobývání Maginotovy linie začal v roce 1936, v roce 1937 byla opuštěna koncepce transportu menších dílů sestavovaných na místě ve prospěch samohybného provedení, v letech 1938 a 1939 proběhly zkušební jízdy nového transportéru a první střelby z moždíře, nazvaného podle generála dělostřelectva Karla Beckera.
Závody Rheinmetall vyrobily do léta 1941 celkem 6 ks (Gerät 040), poté byly vyrobeny náhradní hlavně s ráží 54 cm kvůli zvýšení dostřelu (až 10,5 km s lehčím granátem, modifkace Gerät 041) i penetrace. Sedmý kus již měl hlaveň 54 cm z výroby, ale k jeho nasazení nedošlo. První čtyři (Adam, Eva, Thor a Odin) byly přiděleny k 833. schwere Artillerie-Abteilung dislokované v Bergenu pod velením pplk. Schmidta. 1. baterii (Adam a Eva) velel kpt. Messmann, 2. baterii (Thor a Odin) velel pplk. Rudt.

## Technika
Jeho nejtěžší náboj měl ráži 60 cm a vážil 2 170 kg při dostřelu 4,3 km a průnik přes 2,5m betonu. Každý moždíř byl doprovázen jeřábem, těžkým podvalníkem a několika upravenými tanky pro přepravu munice.
Jedná se o 600mm moždíř lafetovaný na pásovém podvozku (Selbstfahrlafette). Hmotnost sestavy činila 139/154 t. Moždíř měl zadní nabíjení s využitím horizontálního klínového závěru. Kvůli kompenzaci zpětného rázu bez použití rydel střelba vyžadovala minimální elevaci 50°, nabíjení však muselo probíhat s hlavní v horizontální poloze. Hmotnost náboje (projektilu) činila 2 t, úsťová rychlost 240 m/s, účinný dostřel cca 4 - 6 km.
Vzhledem k rychlosti pojezdu 6–7 km/h a značnému opotřebení pásů a pojezdových kol podvozku (měrné zatížení 1,5 kg/cm²) se pro transport využívalo kolejového přepravníku tvořeného párem pětinápravových podvozků spojených výložníkem, na který se za pomoci výkonné hydrauliky a několika jeřábů zavěsila celá zbraň i s podvozkem.
V ojedinělých případech bylo pro přepravu využíváno kolových podvalníků Culemeyer. Pro rozložení byl zapotřebí 35t jeřáb, který nebyl součástí výzbroje baterie. Dílčí části tvořil podvozek, hlaveň se závěrným ústrojím, lafeta a náměrný mechanismus a nabíjecí soustrojí přepravované společně s oběma brzdovratnými mechanizmy. Celková hmotnost soupravy tahač + valník + podvozek většinou překračovala maximální nosnost mostů, takže před každým mostem musel podvozek děla sjet z podvalu, přejet most po vlastní ose (i tak se mnohdy pohyboval na hranici maximálního zatížení) a za mostem zase najet na valník. k tomu sloužil speciálně zkonstruovaný skládací nájezd přepravovaný na samostatném nákladním voze. Díky všem těmto problémům – i přes relativně vysokou konstrukční rychlost tahače SdKfz 8 – se doba přepravy počítala na dny a někdy i týdny.
Pro transport munice se využívalo modifikace podvozku PzKpfw IV s označením SdKfz. 161, který byl schopen přepravit naráz 4 náboje a pro snadnější manipulaci s municí byl vybaven 6t jeřábem, nebo podvalníků Culemeyer, které uvezly až 10 nábojů.
Dělostřeleckou baterii tvořila dvě děla, osm 12 t polopásových vozů SdKfz 8, osm podvalníků Culemeyer, dva transportéry munice SdKfz. 161, osm náklaďáků a několik osobních aut a motocyklů a cca 160 mužů.

## Použití
K plánovanému použití na ničení pevností v Maginotově linii nedošlo, protože se Francii podařilo obsadit před operačním nasazením této zbraně. Moždíře byly použity při dobývání Brestu a průlomu u Lvova, Thor a Odin Němci použili na východní frontě při obléhání Sevastopolu, baterie převelené k dobývání Leningradu však nemohly být nasazeny kvůli bojovému poškození. Ziu ostřeloval Varšavu při povstání od srpna 1944, na podzim byl vyměněn za další. Poslední výstřely padly v březnu 1945 při pokusech zničit Američany obsazený železniční most u Remagenu. Značný devastující a demoralizující účinek zbraně byl snižován slabinami jako technické závady, komplikovaná přeprava, nízká kadence palby a vzhledem k nízké úsťové rychlosti také rozptyl.
Jediný známý dochovaný exemplář je vystaven v centrálním muzeu obrněné techniky v Kubince u Moskvy.